# 小行星2011
小行星2011（2011 Veteraniya）是一颗围绕太阳公转的小行星。1970年8月30日，塔瑪拉·斯米爾諾娃在克里米亚发现了此天体。
該小行星以退伍軍人的俄語命名。
这颗小行星的绝对星等为3.365605208637624等。